# Woodlawn, Kentucky
Woodlawn är en ort i Campbell County i Kentucky. Vid 2020 års folkräkning hade Woodlawn 212 invånare.